# Helmut Langen
Arthur Franz Helmut Langen, född 4 juni 1906 i Eisenach, Rheinland-Pfalz, Tyskland, död okänt år, var en tysk-svensk skulptör.
Langen studerade konst i Tyskland och Schweiz innan han kom till Sverige via Nederländerna. Han var under en period bosatt i Näsby park där han etablerade en ateljé. Hans konst består av porträttbyster och mindre skulpturer i trä. Han var från 1928 gift med Henriëtte Smit från Nederländerna och från 1938 med Eva Margaret Riedel.  